# Mallasettyhalli, Channarayapatna
Mallasettyhalli là một làng thuộc tehsil Channarayapatna, huyện Hassan, bang Karnataka, Ấn Độ.